# Крячик, Евгений Александрович
Евге́ний Алекса́ндрович Кря́чик (укр. Євген Олександрович Крячик; род. 9 сентября 1969, Хабаровск) — советский, украинский и российский футболист, полузащитник и нападающий.

## Карьера
В 1990 году играл за «Амур» из Комсомольска-на-Амуре, в 25 матчах забил 1 гол. В 1991 году перешёл в «Буковину», в том сезоне провёл 13 игр и забил 1 мяч.
В 1992 году дебютировал в высшей лиге Украины в составе «Буковины», сыграл 8 встреч в чемпионате и 3 в Кубке. С 1992 по 1993 год выступал за «Кремень», провёл 29 матчей и забил 2 гола в чемпионате, и ещё 4 встречи сыграл в Кубке Украины.
В 1994 году перешёл в липецкий «Металлург», в 30 играх отметился 4 мячами. Сезон 1995 года провёл в краснодарском «Колосе», провёл 40 матчей, забил 4 гола. В 1996 году пополнил ряды «Лады», в составе которой дебютировал в высшей лиге России, где сыграл в 16 встречах команды. В 1997 году перешёл в «Нефтехимик», в 24 матчах забил 3 мяча. Сезон 1998 года провёл в «Кубани», за которую сыграл 13 встреч и забил 4 гола.
В 2001 году играл в КФК за спировский БСК, в нём же начал и сезон 2002, проведя 5 матчей во втором дивизионе и 1 в Кубке России, после чего в августе перешёл в «Уралмаш», где и доиграл сезон, приняв участие в 11 встречах команды. В 2003 году вернулся в «Смену» из Комсомольска-на-Амуре, провёл 6 матчей. В 2004 году сыграл 8 встреч за «Кавказтрансгаз».

## После карьеры
После завершения профессиональной карьеры продолжил выступления на любительском уровне, играл в команде ветеранов ФК «Кубань». В сентябре 2008 вошёл в структуру ФК «Краснодар», тренировал детские команды, позднее стал начальником молодёжной команды. В 2014 перешёл на должность начальника команды в ФК «Сочи», однако вскоре стало известно о расформировании клуба и в 2015 занял должность начальника команды в ФК «Торпедо» (Армавир). В июне 2016 стало известно о назначении Крячика на должность спортивного директора ФК «Кубань».

## Семья
Сын Денис тоже занимается футболом, также имеет двух дочерей двойняшек.